# Martinsheim
Martinsheim är en kommun och ort i Landkreis Kitzingen i Regierungsbezirk Unterfranken i förbundslandet Bayern i Tyskland.
Kommunen ingår i kommunalförbundet Marktbreit tillsammans med städerna Marktbreit och Marktsteft, köpingarna Obernbreit och Seinsheim och kommunen Segnitz.